# Toshio Ōshima
Toshio Ōshima (大島 利雄, Ōshima Toshio; Maebashi, 1948) é um matemático japonês, que trabalha com equações diferenciais, análise harmônica em espaços simétricos, teoria da representação de grupos de Lie e funções especiais.
Oshima obteve um doutorado em 1977 na Universidade de Tóquio, orientado por Hikosaburō Komatsu, onde é professor.
Esteve de 1978 a 1980 no Instituto de Estudos Avançados de Princeton. Foi palestrante convidado do Congresso Internacional de Matemáticos em Varsóvia (1983: Discrete series for semisimple symmetric spaces).

## Obras
- Fractional calculus of Weyl algebra and Fuchsian differential equations, MSJ Memoirs 28, 2012.